# Vijitha Herath

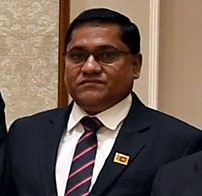
Vijitha Herath

Herath Mudiyanselage Vijitha Herath (singhalesisch හේරත් මුදියන්සේලාගේ විජිත හේරත්, geboren am 1. Mai 1968) ist ein srilankischer Politiker, der seit 2000 Mitglied des Parlaments für den Wahlkreis Gampaha ist. Er gehört  der Janatha Vimukthi Peramuna an.
Seit den Parlamentswahlen  im November  2024 ist er Außenminister und Minister für ausländische Arbeitnehmer und Tourismus im Kabinett Anura Kumara Dissanayake.
Von September 2024 war er unter ebenfalls unter Präsident Dissanayake einer von nur drei Ministern im Interimskabinett. Er war zuständig für buddhistische Angelegenheiten, religiöse und kulturelle Angelegenheiten, nationale Integration, soziale Sicherheit und Massenmedien, Umwelt, Wildtiere, Waldressourcen, Wasserversorgung, Plantagen und Gemeinschaft sowie Infrastruktur, auswärtige Angelegenheiten, öffentliche Sicherheit, ländliche und städtische Entwicklung sowie Wohnungsbau und Verkehr, Autobahnen, Häfen und Zivilluftfahrt.
Schon von  August 2004 bis Juni 2005 war er Minister für kulturelle Angelegenheiten und nationales Erbe unter dem damals als Premierminister amtierenden Mahinda Rajapaksa.